# هشت‌پا (فیلم ۲۰۰۸)
هشت‌پا 
(به تلوگویی: Ashta Chamma) فیلمی محصول سال ۲۰۰۸ و به کارگردانی موهان کریشنا ایندراگانتی است. در این فیلم بازیگرانی همچون سواتی ردی، نانی، سرینیواس آواسارالا، باراگاوی، تارانیکالا بهارانی ایفای نقش کرده‌اند.